# Meddő rozsnok
A meddő rozsnok (Bromus sterilis) a pázsitfűfélék (Poaceae) családjába tartozó növényfaj, mely Magyarországon is előfordul.

## Jellemzése
Egyéves lágyszárú, a Raunkiær-féle életforma-osztályozás alapján terofita (therophyta). Kifejletten akár 1 m magasságú is lehet, de többnyire alacsonyabb. Kopasz szára felálló, melyhez a világoszöld színű, lágy levelek szőrös levélhüvellyel kapcsolódnak. A pázsitfűfélék többségéhez hasonlóan a meddő rozsnok virágai is füzérkékbe csoportosulnak, azok pedig laza bugavirágzatot alkotnak. A buga minden egyes ágán egyetlen füzérke helyezkedik el, a buga ágai visszahajlók. A füzérkék toklászain mintegy 10–20 mm hosszú szálka található. A termések összenőnek a toklásszal, a termésérést követően együtt hullnak ki a füzérkékből.

## Élőhelye
Magyarországon gyakori gyomnövény, főleg akácosokban, erdőszéleken és utak mentén fordul elő; a 2000-es évektől kezdődően egyre inkább terjed az ültetvényekben is. Megtalálható homoktalajokon csakúgy, mint kötött talajokon, fontosabb számára, hogy a talaj tápanyagban gazdag legyen; a tápanyagszegény talajokon csak tengődik. Fényigényes, szárazságtűrő faj.